# 陳廣豪
陳廣豪（Chan Kwong Ho，1996年12月31日—），生於英屬香港，香港足球運動員，司職前鋒，曾效力香港超級聯賽球會冠忠南區，現效力永義地產。

## 球員生涯
陳廣豪生於英屬香港，在地區球隊黃大仙足球隊青年隊效力4年，於2014年獲提升上一隊。
2016/17球季，陳廣豪加盟香港甲組聯賽球會晉峰，他在整季賽事上陣22場入4球。
2017/18球季，陳廣豪隨港超聯球會夢想FC練習，結果他未能註冊，並外借去甲組球會永義，在整季有一球進帳。
2018年夏天，他獲港超聯球會佳聯元朗教練郭嘉諾邀請加盟，並由防守中場轉型做前鋒。對於陳廣豪，郭Sir指出他由於出生於年尾，因此因年齡和制度關係，總是讓他錯過進入U隊(青年隊)的機會，這使他的足球路困難重重，因此在曾長期從事青年隊訓練工作的郭Sir獲聘為元朗教練後便找他加盟，給他一個踢職業足球的機會。
9月2日，他在主場4–4賽和和富大埔的首場聯賽，就於13分鐘取得職業生涯的個首入球。
9月15日，他在對陣理文的生涯第二場聯賽，再射入一球奠定勝局的左上死角靚波，協助元朗2–0勝出。
2019/20球季，陳廣豪加盟港超聯球會冠忠南區。於2019年8月31日旺角大球場上演冠忠南區對標準流浪的港超聯賽事，陳廣豪頂入加盟後首球。
2021年8月，陳廣豪離開冠忠南區，回復自由身。

## 榮譽
香港代表隊
- 省港盃冠軍（2019年）

晉峰
- 香港5人甲組足球聯賽冠軍（2016–17季度）

冠忠南區
- 菁英盃亞軍（2019–20季度）

個人
- 香港超級聯賽 10月最有價值球員（2018–19季度）

## 外部連結
- Chan Kwong Ho
- Chan Kwong Ho （页面存档备份，存于）